# TMF Clubcam
TMF Clubcam is een televisieprogramma. TMF Clubcam is een liveprogramma van TMF Nederland dat uitgezonden werd in 2006.
Het programma werd uitgezonden op zaterdagnacht en begon om 24:00 uur tot 01:00 uur.
Vanuit de discotheek Hollywood Music Hall werden alle zalen via camera's aan elkaar gekoppeld en via sms kon de kijker bepalen welke zaal en de daarbij behorende muziekstijl getoond werd op het televisiescherm.
Vanaf januari 2009 zendt TMF het programma opnieuw uit vanuit 14 disco's tegelijk.
De deelnemende discotheken waren onder andere:
| #  | Discotheek             | Plaats      |
| -- | ---------------------- | ----------- |
| 1  | Uitgaanscentrum Skopje | Beilen      |
| 2  | Time Out               | Gemert      |
| 3  | De Linde New Style     | Groesbeek   |
| 4  | De Kelder              | Hank        |
| 5  | Podium Hardenberg      | Hardenberg  |
| 6  | Empire New York        | Hengelo     |
| 7  | Dance Club 't Haofke   | Roermond    |
| 8  | Hollywood Music Hall   | Rotterdam   |
| 9  | Discotheek Alcatraz    | Sneek       |
| 10 | Fox                    | Stadskanaal |
| 11 | Discotheek Bobs        | Uitgeest    |
| 12 | Locomotion             | Zoetermeer  |

Op 20 mei 2010 heeft TMF Clubcam de MWG AMMA awards (Annual Masters of Media Awards) gewonnen in de categorie Beste Media Innovatie.